# 国道454号

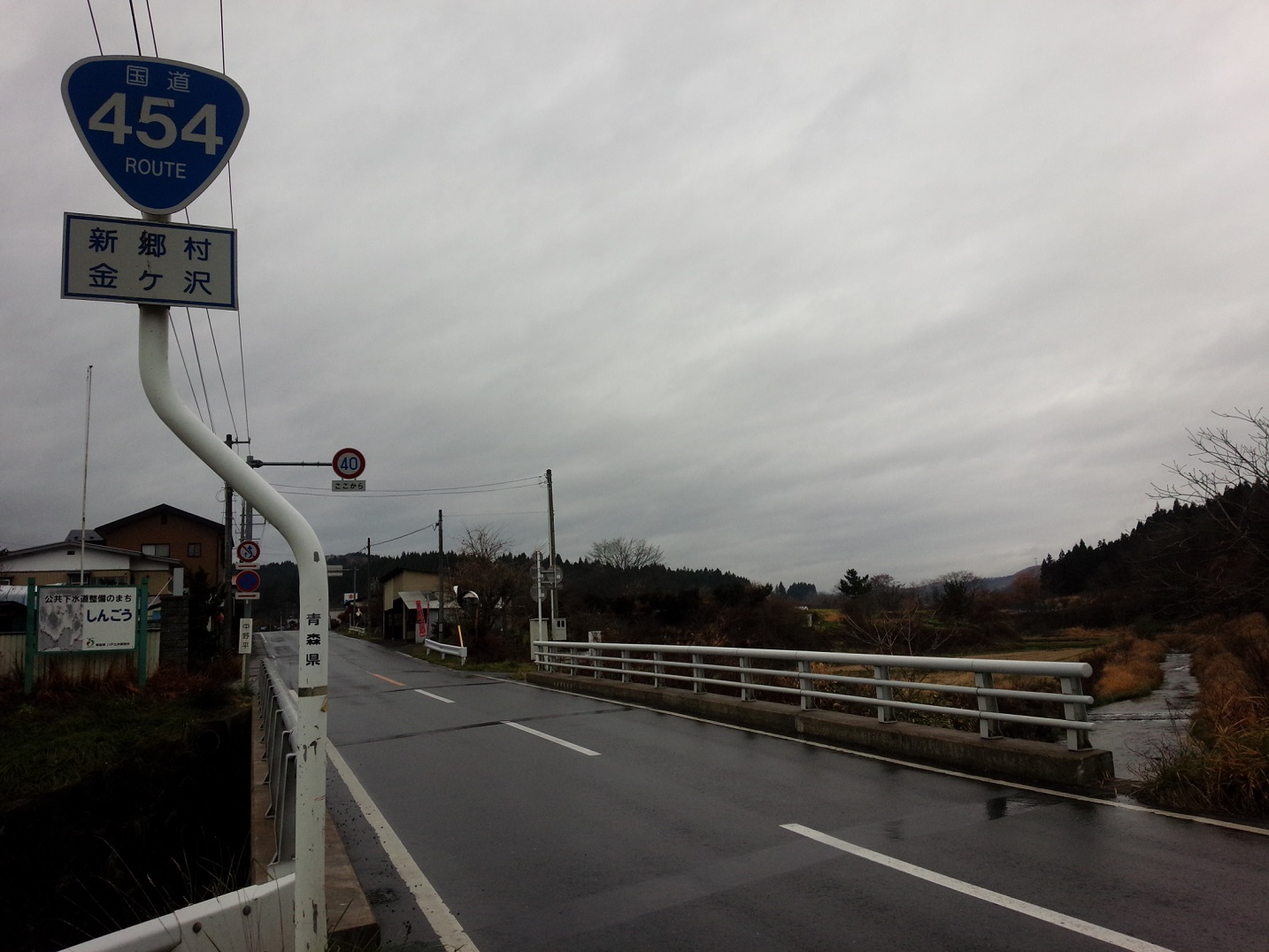
三戸郡新郷村金ヶ沢付近
2015年11月

国道454号（こくどう454ごう）は、青森県八戸市から、十和田湖畔でいったん秋田県を通り、再び青森県南津軽郡大鰐町に至る一般国道である。

## 概要
国道登録前の名称は八戸 - 五戸間は「主要地方道八戸・五戸線」であった。

### 路線データ
一般国道の路線を指定する政令に基づく起終点および重要な経過地は次のとおり。
- 起点：八戸市（内舟渡交差点 = 国道104号交点）
- 終点：青森県南津軽郡大鰐町（長峰交差点 = 国道7号交点）
- 重要な経過地：青森県三戸郡五戸町、同県上北郡十和田湖町[注釈 2]、秋田県鹿角郡小坂町、青森県南津軽郡平賀町[注釈 3]、黒石市
- 総延長 : 102.1 km（青森県 80.4 km、秋田県 21.6 km）重用延長を含む。[2][注釈 4]
- 重用延長 : 17.0 km（青森県 11.9 km、秋田県 5.1 km）[2][注釈 4]
- 未供用延長 : なし[2][注釈 4]
- 実延長 : 85.1 km（青森県 68.5 km、秋田県 16.5 km）[2][注釈 4]
  - 現道 : 84.6 km（青森県 68.1 km、秋田県 16.5 km）[2][注釈 4]
  - 旧道 : 0.5 km（青森県 0.5 km、秋田県 - km）[2][注釈 4]
  - 新道 : なし[2][注釈 4]
- 指定区間：国道4号と重複する区間（青森県三戸郡五戸町・扇田交差点 - 三戸郡五戸町中ノ沢）[3]

## 歴史
- 1993年（平成5年）4月1日 - 一般国道454号指定。

## 路線状況

### 重複区間
- 国道4号（青森県三戸郡五戸町・扇田交差点 - 三戸郡五戸町中ノ沢）
- 国道103号（青森県十和田市・宇樽部交差点 - 秋田県鹿角郡小坂町・和井内交差点）
- 国道102号（青森県平川市切明 - 平川市小国）

### 道路施設

#### 道の駅
- 青森県
  - しんごう（三戸郡新郷村）
- 秋田県
  - 十和田湖（鹿角郡小坂町）

### 冬期通行止
| 区間                                            | 期間                   |
| ----------------------------------------------- | ---------------------- |
| 青森県三戸郡新郷村二ノ倉 - 青森県十和田市宇樽部 | 11月下旬 - 翌年4月上旬 |
| 秋田県鹿角郡小坂町滝ノ沢 - 青森県平川市滝ノ沢   | 11月下旬 - 翌年4月上旬 |

## 地理

### 通過する自治体
- 青森県
  - 八戸市 - 三戸郡五戸町 - 三戸郡新郷村
- 秋田県
  - 鹿角市
- 青森県
  - 十和田市
- 秋田県
  - 鹿角郡小坂町
- 青森県
  - 平川市 - 黒石市 - 平川市 - 南津軽郡大鰐町

### 交差する道路
- 国道104号（青森県八戸市・内舟渡交差点）
- 国道4号（青森県三戸郡五戸町・扇田交差点）
- 国道4号（青森県三戸郡五戸町中ノ沢）
- 国道103号（青森県十和田市・宇樽部交差点）
- 国道103号（秋田県鹿角郡小坂町・和井内交差点）
- 国道102号（青森県平川市切明）
- 国道102号（青森県平川市小国）
- 国道7号（大鰐町・長峰交差点）

### 沿線
- 正観湯温泉（青森県南津軽郡大鰐町長峰地区）